# Walter A. Lynch

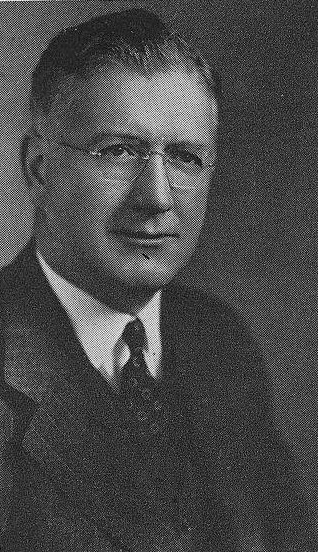
Walter A. Lynch

Walter Aloysius Lynch (* 7. Juli 1894 in New York City; † 10. September 1957 in Belle Harbor, New York) war ein US-amerikanischer Jurist und Politiker. Zwischen 1940 und 1951 vertrat er den Bundesstaat New York im US-Repräsentantenhaus.

## Werdegang
Walter Aloysius Lynch besuchte die St. Jerome’s Parochial School und die Fordham Preparatory School. 1915 graduierte er an der Fordham University in New York City und 1918 an der rechtswissenschaftlicher Fakultät derselben Universität. Nach dem Erhalt seiner Zulassung als Anwalt 1918 begann er in New York City zu praktizieren. 1930 war er Magistrat in New York City. Er nahm 1938 als Delegierter an der Verfassunggebenden Versammlung von New York teil. Politisch gehörte er der Demokratischen Partei an.
Er wurde in einer Nachwahl im 22. Wahlbezirk von New York in den 76. Kongress gewählt, um dort die Vakanz zu füllen, die durch den Tod von Edward W. Curley entstand. Sein Sitz im US-Repräsentantenhaus nahm er am 20. Februar 1940 ein. Bei den Kongresswahlen des Jahres 1940 wurde er in den 77. Kongress gewählt. Er wurde einmal wiedergewählt. 1944 kandidierte er im 23. Wahlbezirk von New York für den 78. Kongress. Nach einer erfolgreichen Wahl trat er am 4. Januar 1945 die Nachfolge von Charles A. Buckley an. Lynch wurde zweimal in Folge wiedergewählt. Er war 1950 für den 82. Kongress wieder nominiert, zog allerdings seine Kandidatur zurück und schied nach dem 3. Januar 1951 aus dem Kongress aus.
Seine Kandidatur für das Amt des Gouverneurs von New York war erfolglos. 1954 wählte man ihn zum Richter am New York Supreme Court – ein Posten, den er vom Januar 1955 bis zu seinem Tod innehatte. Er verstarb am 10. September 1957 in Belle Harbor (Queens) und wurde dann auf dem Gate of Heaven Cemetery in Hawthorne beigesetzt. 